# Burg Pontaningen
Die Ruine der Burg Pontaningen liegt auf dem Gemeindegebiet von Tujetsch im Vorderrheintal im schweizerischen Kanton Graubünden.

## Lage
Die Ruinen der Höhenburg liegen auf 1403 m ü. M. unterhalb der Kantonsstrasse südwestlich des Ortsteils Rueras bei Sedrun auf einer nach Osten steil abfallenden Felsrippe und sind zu Fuss in wenigen Minuten gut erreichbar.

## Anlage
Erhalten haben sich hauptsächlich die Reste eines Turmes, vermutlich ein Bergfried, aus Bruchsteinmauern in Form eines unregelmässigen Vierecks bei einer Seitenlänge von circa 6 Metern. Die Ost- und die Südwand sind stark zerfallen. Balkenlöcher an der nördlichen Aussenwand weisen darauf hin, dass hier ein niedriges Gebäude an den Turm angelehnt war. Der an der Nordmauer noch 7 Meter hohe Turm ist vom Vorgelände durch einen 2,5 Meter breiten und circa 3 Meter tiefen aus dem Fels gehauenen Abschnittsgraben abgetrennt. Die nordwestliche Mauerecke ist stark abgetragen, vermutlich wurden die starken Ecksteine zu Bauzwecken verwendet.
Von der westlich vorgelagerten Vorburg und einem Bering auf der Ostseite finden sich kaum mehr Spuren.
Über die Entstehung der Burg gibt es keine schriftlichen Unterlagen. Aufgrund der Bauweise kann man eine Entstehungszeit um 1200 annehmen.

## Geschichte
Das Ministerialengeschlecht derer von Pontaningen ist 1252 mit Ritter Wilhelm (1252–78) erstmals bezeugt. Häufig waren sie im Dienste des Klosters Disentis als Zeugen, Bürgen, Vermittler und Gesandte nachweisbar, 1278 mit Wilhelm und seinem Sohn Hugo auch unter den Feinden des Klosters, die sich an der Seite Walters von Vaz am Klosterbesitz vergingen. 1391 war Heinrich Klostervogt (... junkher Heinr. von Puntningen vogt Thisentis) und Wilhelm zu Beginn des 15. Jahrhunderts Amman von Disentis.
Bedeutendster Vertreter der Familie war Peter, der von 1402 bis 1438 Abt von Disentis war und bei der Entstehung des Oberen Bundes mitwirkte, der 1424 zur Entstehung des Grauen Bundes führte. 1339 sass Hugo und 1363 Ulrich als Ammann im klösterlichen Herrschaftsgebiet im Urserental jenseits des Oberalppasses.
Urkundlich wird die Burg nur einmal erwähnt: 1300 übertrug Abt Nikolaus von Disentis Leibeigene an das Kloster Wettingen: ... ante castrum Bultringen. Das Geschlecht derer von Pontaningen lässt sich bis in die Mitte des 16. Jahrhunderts nachweisen.
2007, 2012, 2014 und 2015 wurden an der Anlage Sicherungsarbeiten durchgeführt.

## Bilder

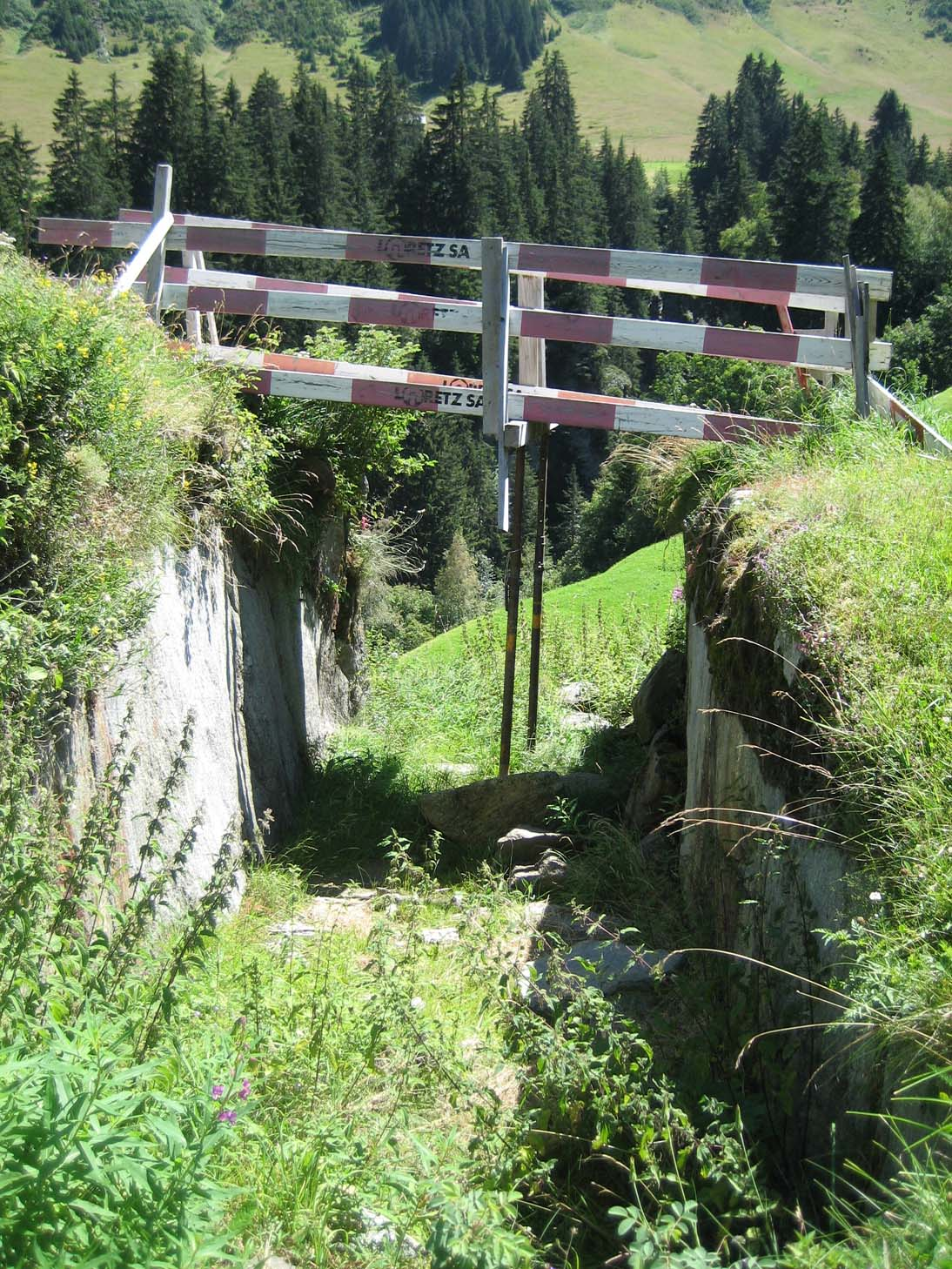
Graben
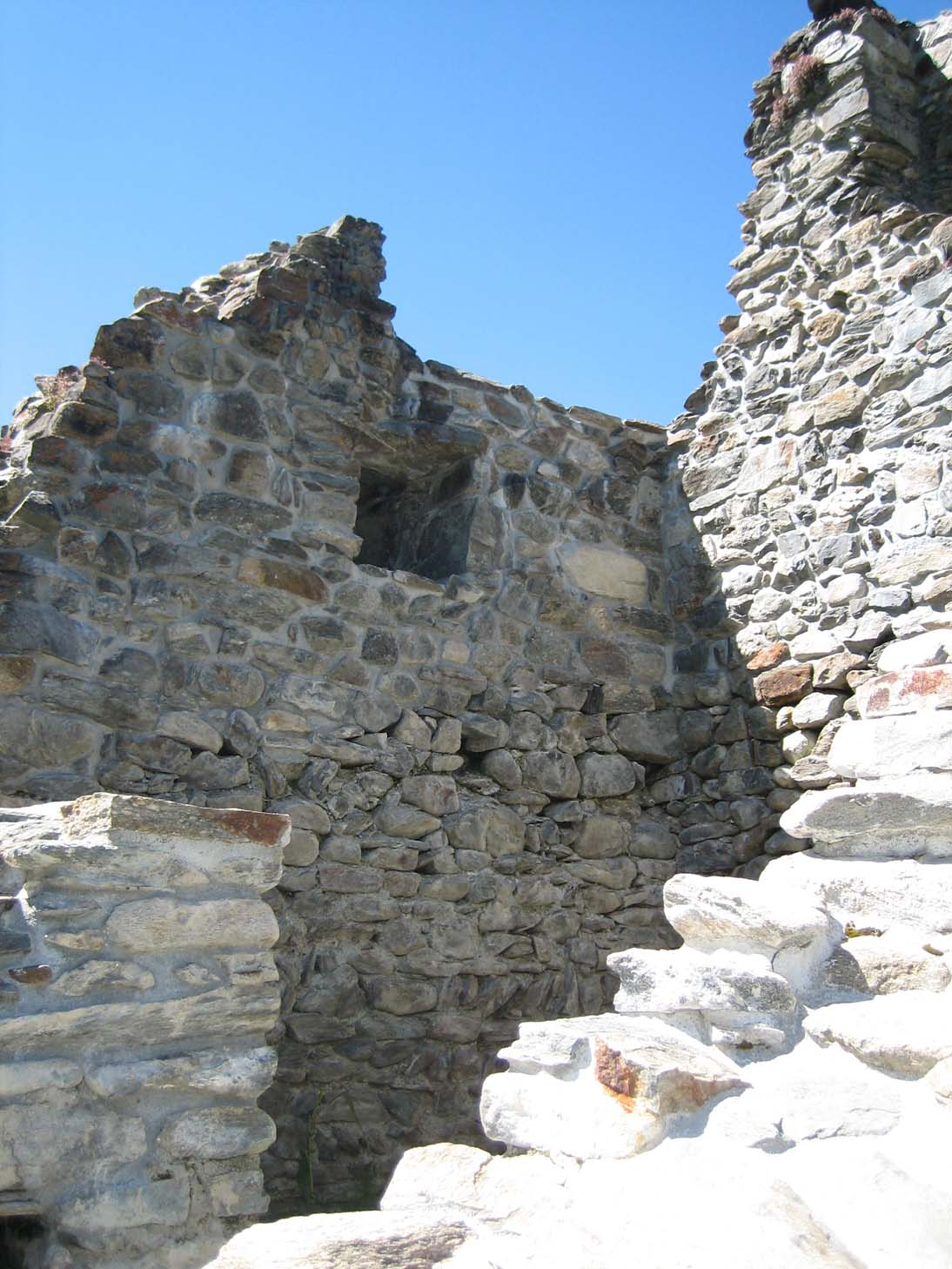
innen, NO-Ecke
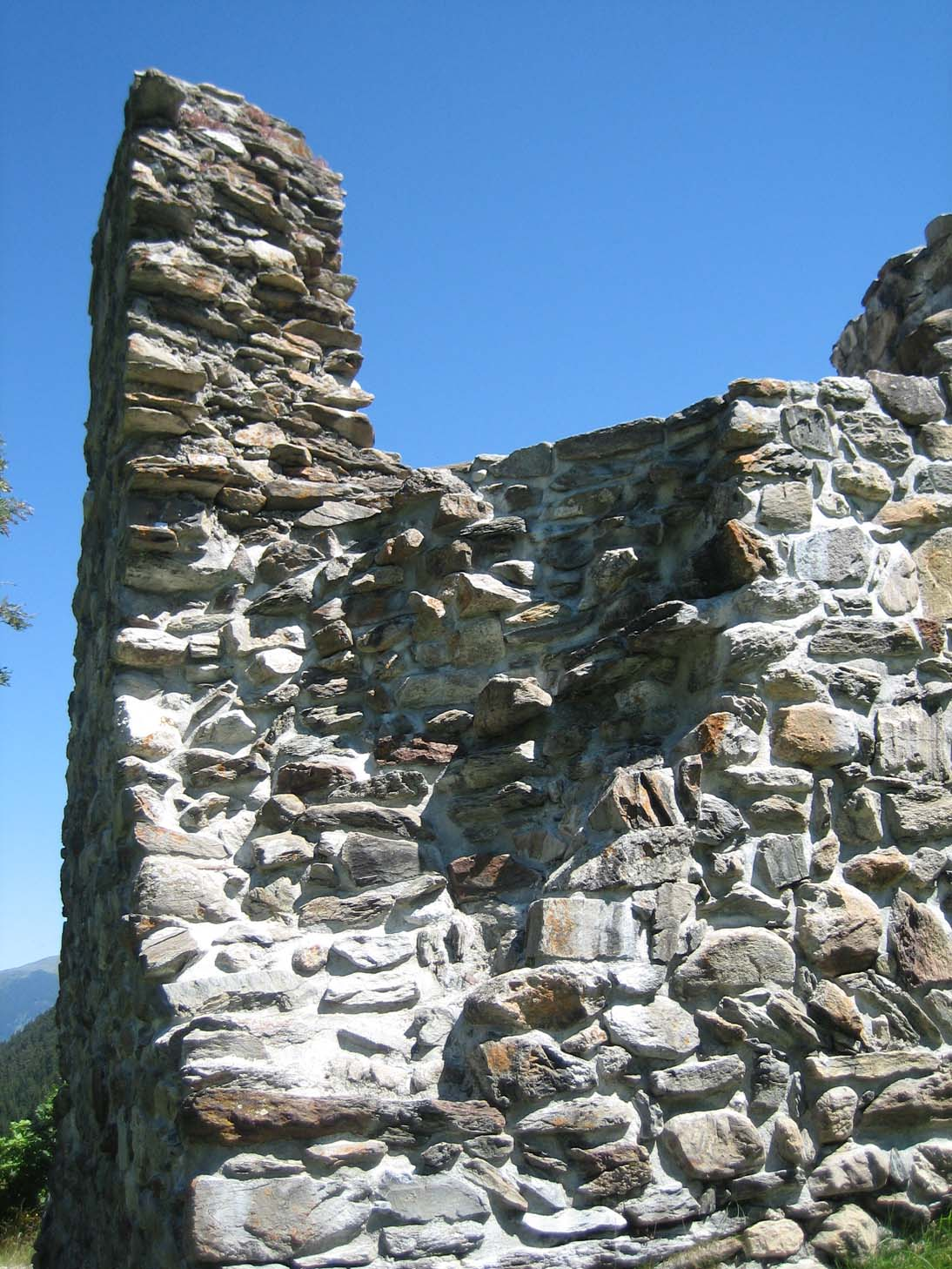
Abgetragene Mauerecke
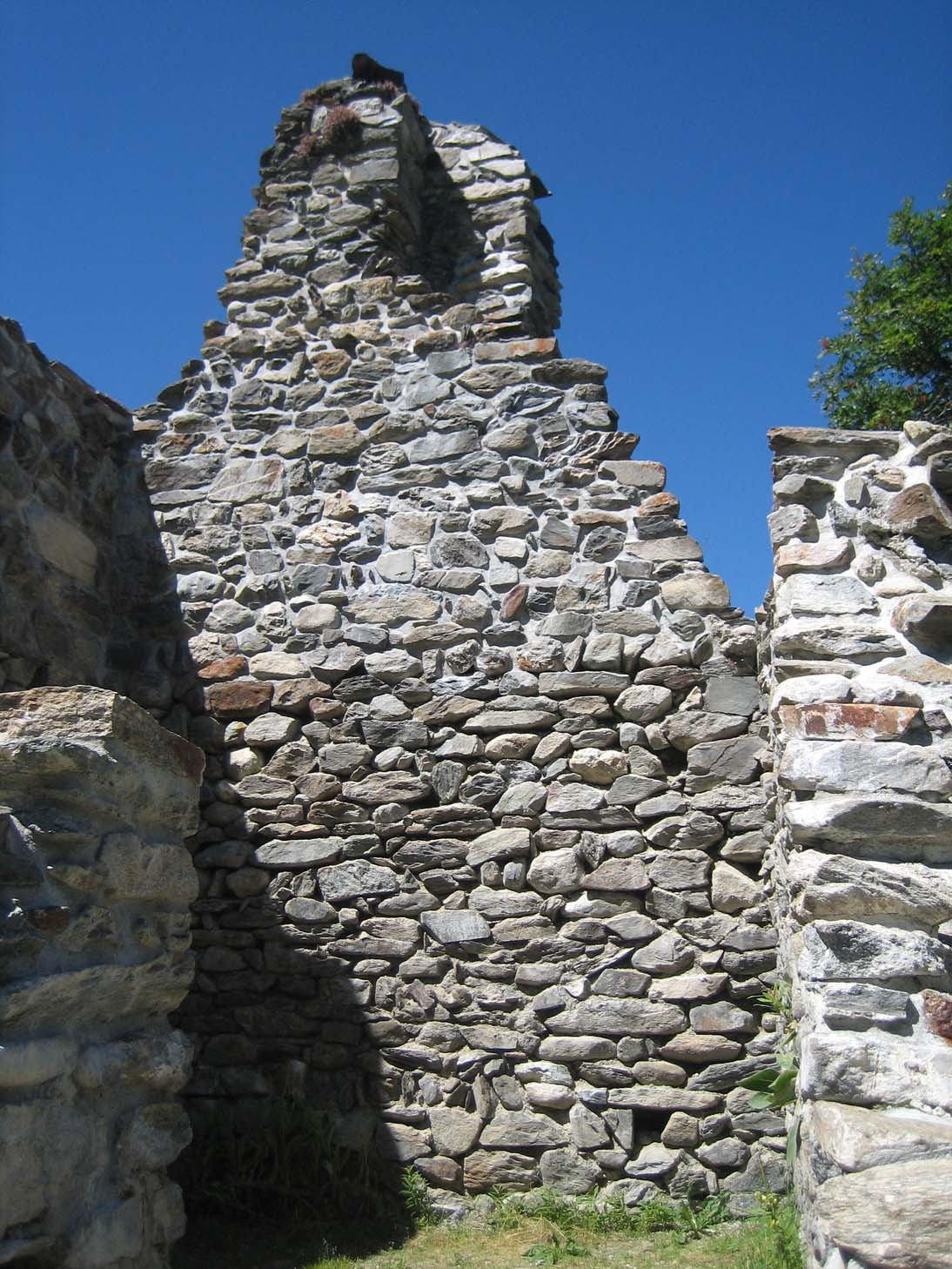
Ostwand
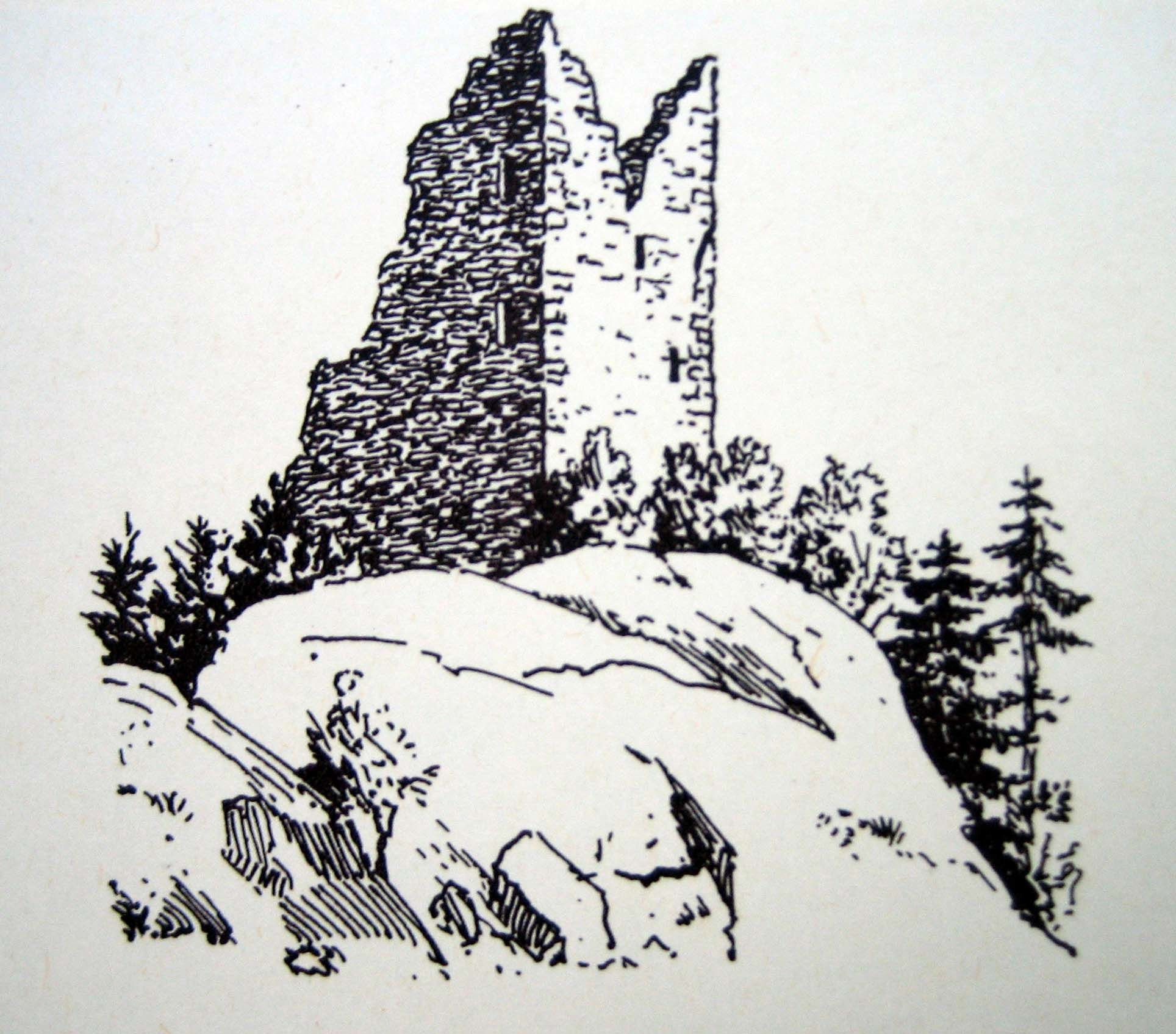
Pontaningen auf einer Zeichnung von Walthard, 1839